# Dorion
Dorion is een Frans historisch merk van motorfietsen.
De bedrijfsnaam was: Ets. Moteurs Dorion, Boulogne
Dorion begon in 1932 met de productie van lichte motorfietsen. Daarvoor kocht men inbouwmotoren van 98- en 123 cc bij Aubier Dunne. De productie eindigde in 1936.